# Санбург (Міннесота)
Санбург (англ. Sunburg) — місто (англ. city) в США, в окрузі Кендійогі штату Міннесота. Населення — 94 особи (2020).

## Географія
Санбург розташований за координатами 45°20′50″ пн. ш. 95°14′24″ зх. д. / 45.34722° пн. ш. 95.24000° зх. д. (45.347299, -95.239970).  За даними Бюро перепису населення США в 2010 році місто мало площу 1,30 км², з яких 1,23 км² — суходіл та 0,07 км² — водойми.

## Демографія
Згідно з переписом 2010 року, у місті мешкало 100 осіб у 47 домогосподарствах у складі 25 родин. Густота населення становила 77 осіб/км².  Було 57 помешкань (44/км²).
Расовий склад населення:
| - 99,0 % — білих |

До двох чи більше рас належало 1,0 %. Частка іспаномовних становила 0,0 % від усіх жителів.
За віковим діапазоном населення розподілялося таким чином: 24,0 % — особи молодші 18 років, 53,0 % — особи у віці 18—64 років, 23,0 % — особи у віці 65 років та старші. Медіана віку мешканця становила 43,0 року. На 100 осіб жіночої статі у місті припадало 156,4 чоловіків;  на 100 жінок у віці від 18 років та старших — 162,1 чоловіків також старших 18 років.
Середній дохід на одне домашнє господарство  становив 48 770 доларів США (медіана — 48 333), а середній дохід на одну сім'ю — 68 983 долари (медіана — 60 625). За межею бідності перебувало 9,8 % осіб, у тому числі 0,0 % дітей у віці до 18 років та 0,0 % осіб у віці 65 років та старших.
Цивільне працевлаштоване населення становило 53 особи. Основні галузі зайнятості: виробництво — 17,0 %, освіта, охорона здоров'я та соціальна допомога — 15,1 %, оптова торгівля — 13,2 %, роздрібна торгівля — 13,2 %.